# Tierra Rapaz
Tierra Rapaz es un parque temático de aves rapaces ubicado en Calahorra (La Rioja). Se inauguró oficialmente en marzo de 2015. El parque dispone de más de 100 especies de aves rapaces procedentes de todas las regiones del mundo, zona de granja, Sabana Africana y Oceanía. De financiación privada, entre los objetivos del parque se encuentran la educación en materia de conservación, la investigación en las aves rapaces y el divertimento. Durante su primera temporada el parque recibió 17.326 visitas con más de 4000 escolares procedentes de toda la región
En la temporada 2021 el parque recibió casi 50.000 visitantes y se prevé que en la temporada 2022 la cifra crezca exponencialmente. En la temporada 2022 el parque Tierra Rapaz recibirá la visita de 14.000 escolares.

## Instalaciones
El parque presenta instalaciones modélicas adaptadas y enriquecidos ambientalmente para las especies que alberga. Varios de ellos disponen de cristales especiales a diferentes alturas para que el visitante pueda ver a las aves al tiempo que ellas no se sientan observadas. En el parque, pueden visitarse también las salas de incubación, cría, microscopía y de desarrollo embrionario. A disposición del público también un área de restauración, merenderos al aire libre y cubiertos, zona de ocio con parque de juegos y campo de futbol, tienda de regalos y dos grandes zonas de exhibición.
El campo de vuelo, una gran zona verde de 5000 metros cuadrados con un lago central provista de gradas donde se realiza la exhibición de aves rapaces diurnas, teatralizada, con efectos visuales y de una hora de duración aproximada.
La Gran Gruta de los Búhos, se realiza en una cueva mágica entre roquedos, árboles pétreos y gradas en consonancia. Más de 20 especies diferentes de aves rapaces nocturnas pueden observarse muy cerca. En la temporada 2022 se actualizó esta demostración con luces, sonido y una pantalla de 14m en la que, a través de una proyección, el mago Merlín hace llegar un mensaje de conservación y amor por la Naturaleza.
La Sabana Africana. Suricatos, puercoespines, avestruces, cobos lechwe, cebras, servales, dromedarios, etc. en las más amplias instalaciones. Más de 1 hectárea de instalación inmersiva donde conviven en armonía cobos, cebras y avestruces, un recinto especialmente pensado para puercoespines o más de 500m2 para los pequeños suricatos hacen de la Sabana Africana en Tierra Rapaz, un lugar único.
La Granja. Gallinas, pavos reales, cabras, cabritillos, ovejas y corderos forman un rebaño de lo más singular. Los podemos ver en su amplio recinto interactuando entre ellos, compartiendo alimento y cobijo en un ambiente muy agradable donde, cada uno de ellos, se siente cómodo.
Oceanía. Sector en crecimiento. Instalación inmersiva de más de 3000m2 donde las especies australianas conviven en armonía. Wallabies de bennet, wallabies bicolor, tortugas o emús. Un paseo pavimentado hasta una increíble palapa rodeada de una gran zona verde en la que los animales habitan.

## Especies
El parque cuenta con más de 70 especies diferentes de aves rapaces. Distribuyen sus aviarios en función de la clasificación taxonómica de las especies agrupándolas en águilas, parabuteos, halcones, caracaras, buitres, búhos, etc.

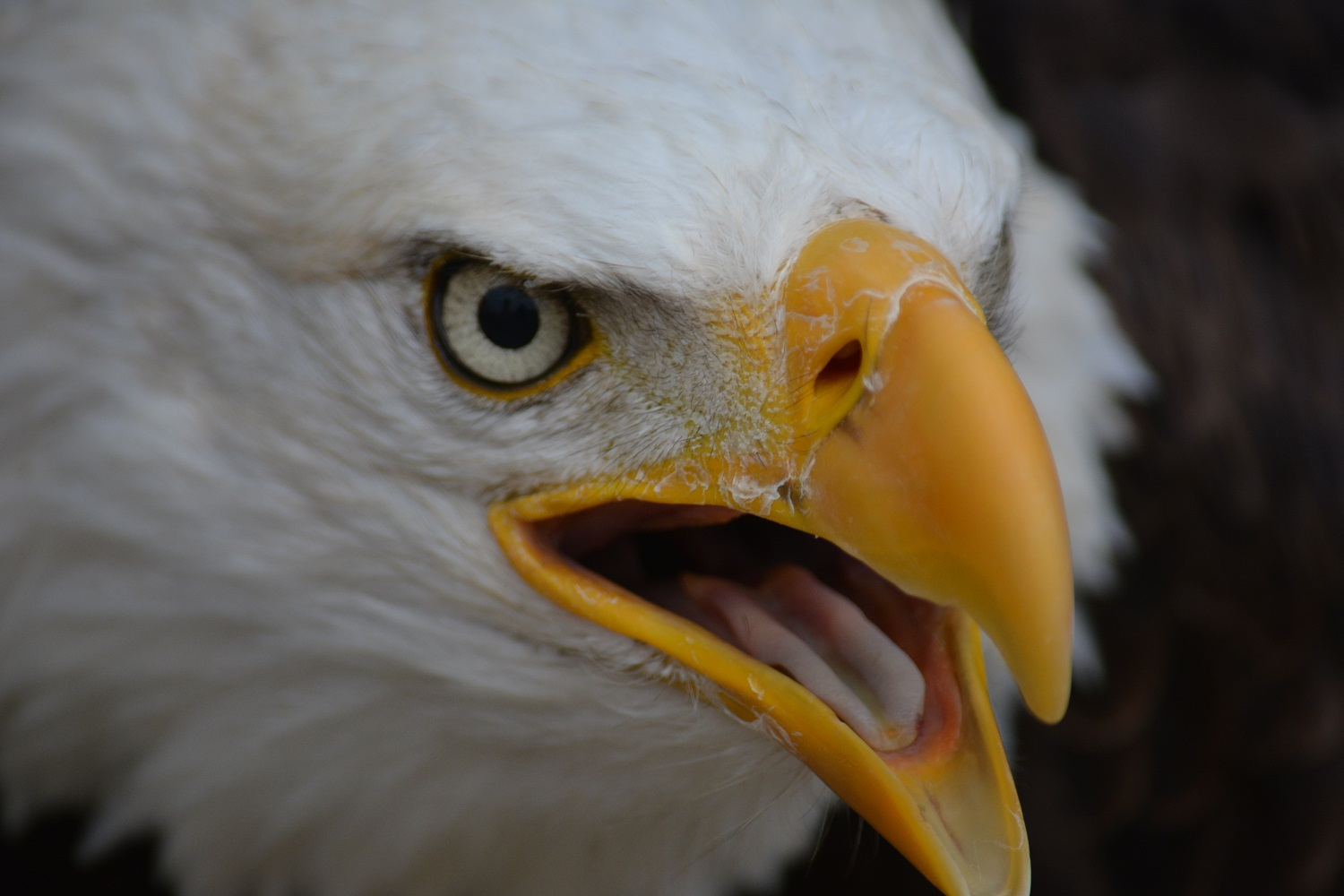
Águila calva

Entre las diferentes especies del parque cabe destacar por ejemplo la presencia del 
Águila calva americana (Haliaeetus leucocephalus), emblema de EE. UU. así como el búho de anteojos (Pulsatrix perspicillata) y el búho pigmeo (Glaucidium brasilianum).
Además, pueden observarse entre otras especies:

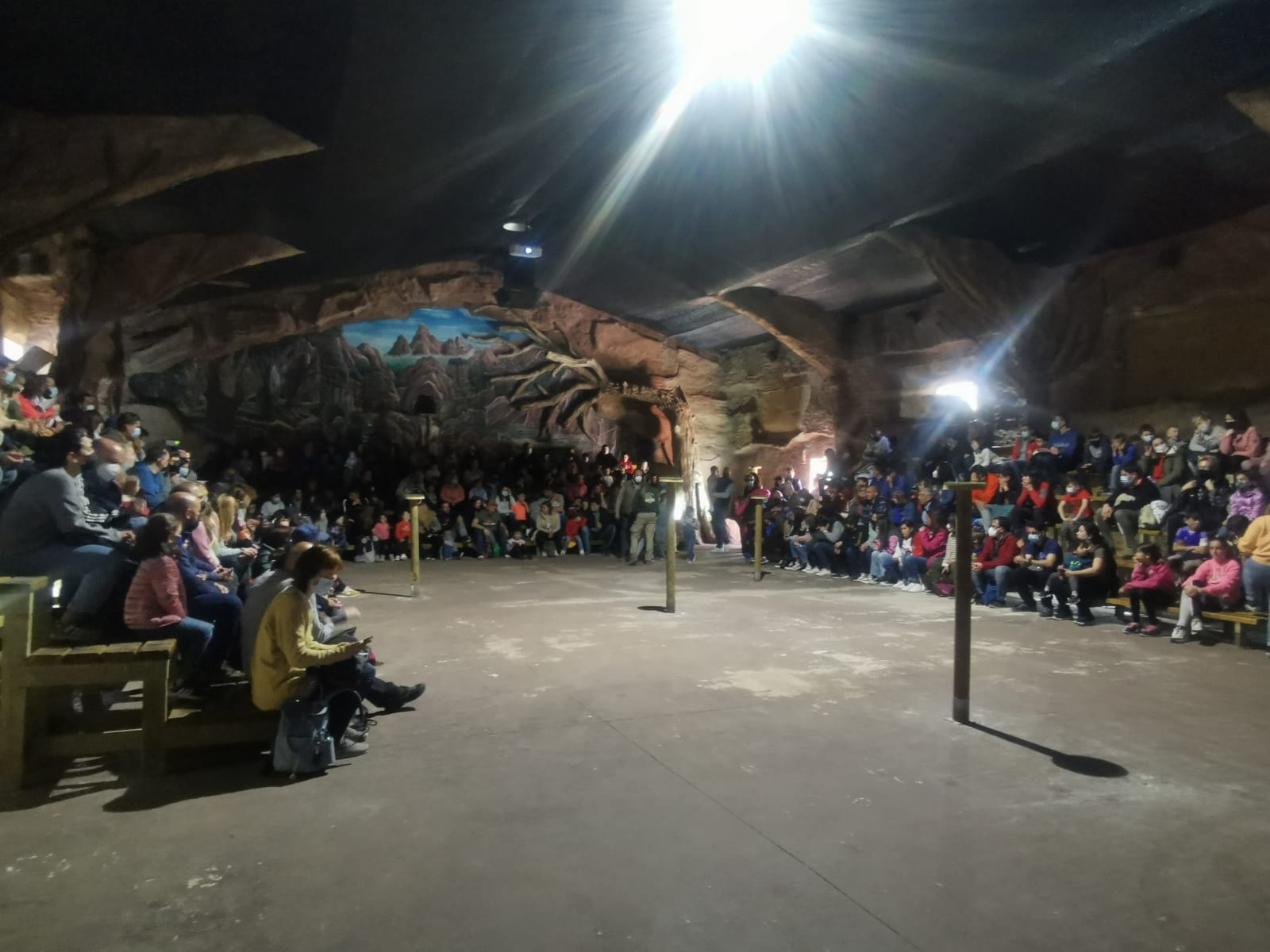
Demostración aves nocturnas

Cárabo oriental (Strix leptogrammica), lechuzón de anteojos (Pulsatrix melanota), cárabo lapón (Strix nebulosa), búho nival (Bubo scandiacus), caracara austral (Phalcoboenus australis), halcón sacre (Falco cherrug), halcón peregrino (Falco peregrinus), búho africano (Bubo africanus), águila real (Aquila chrysaetos), buitre leonado (Gyps fulvus), cebra (Equus quagga boehmi) cobo de Lechwe  (Kobus leche), suricato (suricata suricata), avestruz  (Struthio camelus), serval (Leptailurus serval), emú (Dromaius novaehollandiae), wallabí de pantano (Wallabia bicolor), walabí de bennet (Macropus rufogriseus).

## Acogida de rapaces
El parque, a través de la Fundación Tierra Rapaz, acoge a más de 70 aves irrecuperables cedidas por la administración. 
Estas aves, tras ser llevadas a centros de recuperación y tras un tratamiento inicial, revisten lesiones de gravedad que les imposibilita retomar la libertad. En el parque Tierra Rapaz se acogen bajo programas de recuperación encaminados a mejorar su calidad de vida. Los biólogos del parque llevan a cabo un programa de enriquecimiento ambiental para el bienestar de las distintas especies.

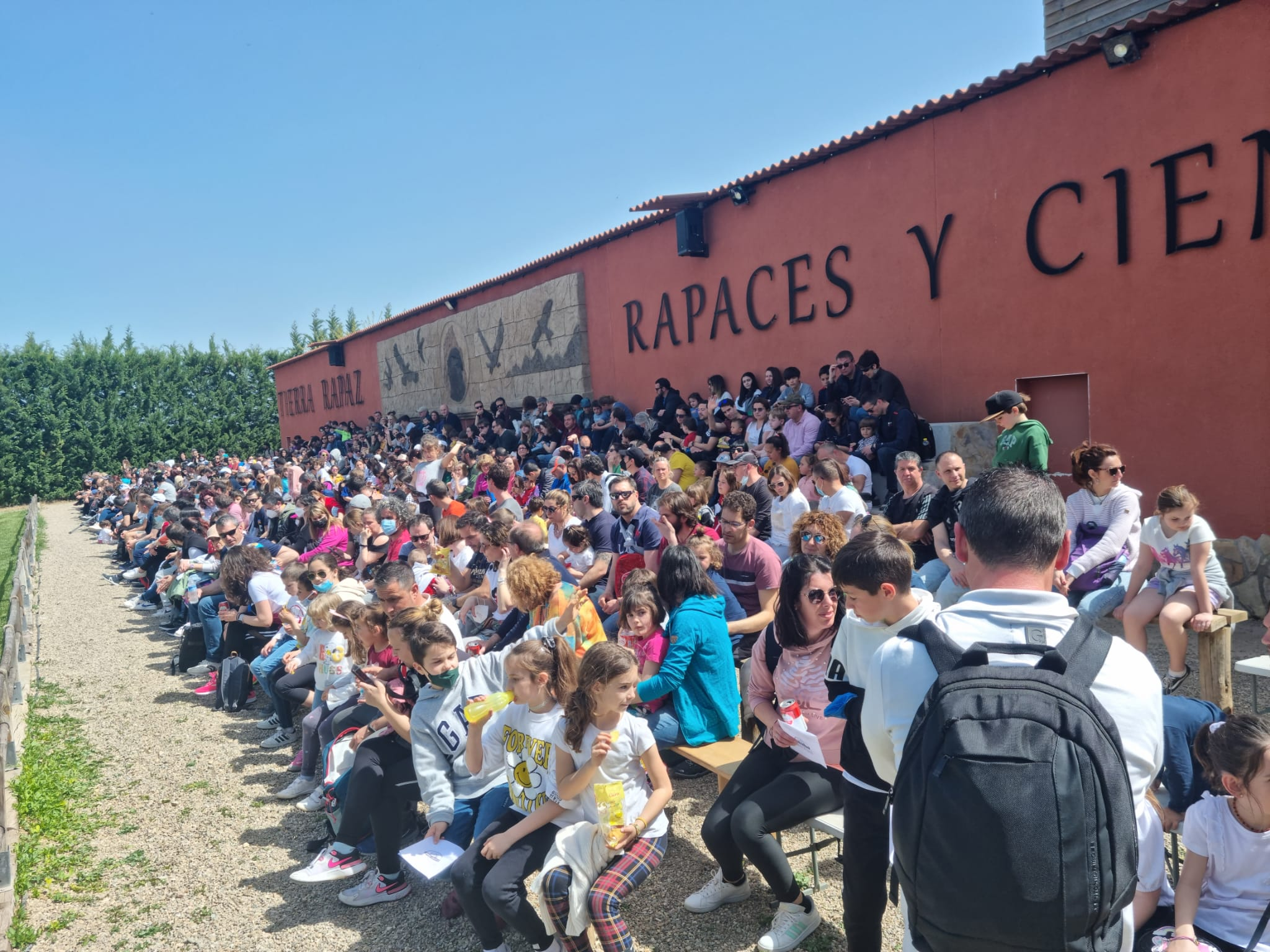
Público en la exhibición de aves rapaces diurnas